# Paradisterna plumifera
Paradisterna plumifera là một loài bọ cánh cứng trong họ Cerambycidae.